# Kedungumpul
Kedungumpul is een bestuurslaag in het regentschap Temanggung van de provincie Midden-Java, Indonesië. Kedungumpul telt 3147 inwoners (volkstelling 2010).